# Nati nel 1725
| Questa pagina contiene informazioni ricavate automaticamente dalle voci biografiche con l'ausilio del template Bio e di un bot. L'aggiornamento è periodico e automatico e ricostruisce completamente la pagina. Se manca una persona in questa lista, sei pregato di non aggiungerla, ma accertati piuttosto che la sua voce biografica contenga il template Bio e che i dati anagrafici siano correttamente compilati. Se il template Bio manca, inseriscilo tu stesso o, in alternativa, metti l'avviso {{tmp\|Bio}} che ne segnala la mancanza. Se i dati riportati sono sbagliati, correggi direttamente la voce biografica; le modifiche saranno visibili in questa lista entro pochi giorni. Per chiarimenti vedi il progetto biografie. La lista contiene solo le 128 persone che sono citate nell'enciclopedia e per le quali è stato implementato correttamente il template Bio. Pagina aggiornata al 2 giu 2025. |

## Gennaio(6)
- 4 gennaio - Pëtr Rumjancev-Zadunajskij, generale russo († 1796)
- 12 gennaio - Charles François de Virot de Sombreuil, generale francese († 1794)
- 19 gennaio - Francesco Brancia, arcivescovo cattolico italiano († 1770)
- 21 gennaio - Louis Jean François Lagrenée, pittore francese († 1805)
- 21 gennaio - Jiří Ignác Linek, compositore e insegnante ceco († 1791)
- 31 gennaio - Joseph Sperges, avvocato e diplomatico austriaco († 1791)

## Febbraio(12)
- 5 febbraio - Anna Maria Rückerschöld, scrittrice svedese († 1805)
- 7 febbraio - Pierre Bayen, chimico e farmacista francese († 1798)
- 10 febbraio - Jean-Baptiste-Marie Champion de Cicé, vescovo cattolico francese († 1805)
- 11 febbraio - Cristina Carlotta d'Assia-Kassel, nobile tedesca († 1782)
- 11 febbraio - Louis Mandrin, brigante francese († 1755)
- 13 febbraio - Livio Odescalchi, II principe Odescalchi, nobile italiano († 1805)
- 14 febbraio - Charlotte Fermor, nobildonna inglese († 1813)
- 18 febbraio - Giovanni Battista Borsieri, medico italiano († 1785)
- 24 febbraio - François Clary, mercante francese († 1794)
- 25 febbraio - Karl Wilhelm Ramler, poeta tedesco († 1798)
- 26 febbraio - William Bouverie, I conte di Radnor, politico inglese († 1776)
- 28 febbraio - Carlo Thaon di Sant'Andrea, nobile e militare italiano († 1807)

## Marzo(6)
- 6 marzo - Enrico Benedetto Stuart, arcivescovo cattolico, cardinale e militare britannico († 1807)
- 12 marzo - Nicolás del Campo, politico e militare spagnolo († 1803)
- 13 marzo - Thomas Patch, pittore e incisore britannico († 1782)
- 17 marzo - Lachlan McIntosh, generale statunitense († 1806)
- 20 marzo - Abdül Hamid I, sultano ottomano († 1789)
- 23 marzo - Jean Henri Latude, avventuriero e scrittore francese († 1805)

## Aprile(7)
- 2 aprile - Giacomo Casanova, avventuriero, letterato e agente segreto italiano († 1798)
- 6 aprile - Pasquale Paoli, politico, patriota e militare italiano († 1807)
- 7 aprile - Mangkunegara I, sovrano indonesiano († 1795)
- 18 aprile - Emmanuel de Rohan-Polduc, nobile francese († 1797)
- 25 aprile - Augustus Keppel, I visconte Keppel, ammiraglio britannico († 1786)
- 25 aprile - Philipp Ludwig Statius Müller, zoologo tedesco († 1776)
- 29 aprile - Jean-Jacques Caffieri, scultore francese († 1792)

## Maggio(8)
- 4 maggio - Károly Eszterházy, vescovo cattolico ungherese († 1799)
- 4 maggio - Ivan Andreevič Osterman, politico russo († 1811)
- 10 maggio - John Hope, medico e botanico britannico († 1786)
- 12 maggio - Luigi Filippo I di Borbone-Orléans, generale francese († 1785)
- 17 maggio - Vivant-François Viénot de Vaublanc, militare francese († 1798)
- 28 maggio - Frederik Michael Krabbe, ingegnere e militare danese († 1796)
- 29 maggio - Angelo Maria Durini, cardinale italiano († 1796)
- 31 maggio - Ahilyabai Holkar, sovrana indiana († 1795)

## Giugno(3)
- 2 giugno - Marco Aurelio Balbis Bertone, vescovo cattolico italiano († 1789)
- 29 giugno - Maria Teresa Cybo-Malaspina, sovrana italiana († 1790)
- 29 giugno - Pietro Perfetti, incisore italiano († 1770)

## Luglio(5)
- 1º luglio - Jean-Baptiste Donatien de Vimeur de Rochambeau, generale francese († 1807)
- 13 luglio - Cristiano Luigi Casimiro di Sayn-Wittgenstein-Ludwigsburg, conte tedesco († 1797)
- 13 luglio - Ferdinando Tetamo, teologo e gesuita italiano († 1784)
- 20 luglio - Joaquín Ibarra, tipografo e editore spagnolo († 1785)
- 24 luglio - John Newton, marinaio, presbitero e attivista inglese († 1807)

## Agosto(10)
- 6 agosto - Luigi di Meclemburgo-Schwerin, duca tedesco († 1778)
- 9 agosto - Nicola Sánchez de Luna, arcivescovo cattolico italiano († 1768)
- 13 agosto - Georg Christoph Pisanski, teologo tedesco († 1790)
- 15 agosto - Ferdinando Bertoni, compositore italiano († 1813)
- 15 agosto - Marie Louise de La Tour d'Auvergne, nobildonna francese († 1793)
- 16 agosto - Eliseo della Concezione, fisico e religioso italiano († 1809)
- 17 agosto - Giovanni Ghirlandini, pittore italiano
- 21 agosto - Jean-Baptiste Greuze, pittore e disegnatore francese († 1805)
- 23 agosto - Daniele Filippo Farsetti, letterato italiano († 1787)
- 29 agosto - Charles Townshend, politico britannico († 1767)

## Settembre(12)
- 2 settembre - Ewald Friedrich von Hertzberg, politico prussiano († 1795)
- 5 settembre - Jean-Étienne Montucla, matematico francese († 1799)
- 7 settembre - William Duesbury, imprenditore inglese († 1786)
- 10 settembre - Luigi Carlo di Lorena, principe di Lambesc, nobile francese († 1761)
- 12 settembre - Guillaume Le Gentil, astronomo francese († 1792)
- 16 settembre - Nicolas Desmarest, geologo e enciclopedista francese († 1815)
- 22 settembre - Joseph Duplessis, pittore francese († 1802)
- 24 settembre - Arthur Guinness, imprenditore irlandese († 1803)
- 25 settembre - Guido Calcagnini, cardinale e arcivescovo cattolico italiano († 1807)
- 25 settembre - Joseph Nicolas Cugnot, ingegnere francese († 1804)
- 29 settembre - Robert Clive, generale e politico inglese († 1774)
- 30 settembre - Antonio Herberstein, vescovo cattolico austriaco († 1774)

## Ottobre(14)
- 2 ottobre - Ange Laurent de Lalive de Jully, banchiere, mecenate e disegnatore francese († 1779)
- 2 ottobre - José Francisco Miguel António de Mendonça, cardinale e patriarca cattolico portoghese († 1808)
- 6 ottobre - Claude Mithon de Senneville de Genouilly, ammiraglio e nobile francese († 1803)
- 11 ottobre - Jean-Baptiste Réveillon, imprenditore francese († 1811)
- 15 ottobre - Luigi Valenti Gonzaga, cardinale italiano († 1808)
- 16 ottobre - József Gvadányi, poeta ungherese († 1801)
- 17 ottobre - John Wilkes, politico e pubblicista inglese († 1797)
- 19 ottobre - John Sebright, VI baronetto, ufficiale inglese († 1794)
- 20 ottobre - Alberico Barbiano di Belgiojoso, nobile, scrittore e militare italiano († 1813)
- 21 ottobre - Franz Moritz von Lacy, generale austriaco († 1801)
- 23 ottobre - Thomas Graves, ammiraglio inglese († 1802)
- 24 ottobre - Maurizio Giuseppe Turinetti di Pertengo, nobile italiano († 1798)
- 26 ottobre - Johann Peter Beaulieu, generale austriaco († 1819)
- 29 ottobre - Giuseppe Garampi, cardinale, arcivescovo cattolico e numismatico italiano († 1792)

## Novembre(10)
- 3 novembre - Francesco Eugenio Guasco di Castelletto, nobile, religioso e letterato italiano († 1798)
- 6 novembre - Fëdor Jur'evič Frejman, generale russo († 1796)
- 8 novembre - Johann George Tromlitz, flautista e compositore tedesco († 1805)
- 15 novembre - Francesco Milizia, teorico dell'architettura, storico dell'arte e critico d'arte italiano († 1798)
- 16 novembre - Cristiana Enrichetta del Palatinato-Zweibrücken, nobile tedesca († 1816)
- 16 novembre - Luigi Giovanni Maria di Borbone, duca di Penthièvre, principe francese († 1793)
- 18 novembre - Martin Knoller, pittore e docente austriaco († 1804)
- 21 novembre - Leopoldo Marco Antonio Caldani, fisiologo e anatomista italiano († 1813)
- 22 novembre - Ignaz Günther, scultore tedesco († 1775)
- 29 novembre - Nicolas Guibal, pittore francese († 1784)

## Dicembre(8)
- 1º dicembre - Frederik Christian Kaas, ammiraglio danese († 1803)
- 6 dicembre - Teresa Benedetta di Baviera, tedesca († 1743)
- 7 dicembre - Pietro Colonna Pamphili, cardinale e arcivescovo cattolico italiano († 1780)
- 10 dicembre - Pietro Angelo Stefani, presbitero e letterato italiano († 1810)
- 11 dicembre - George Mason, politico statunitense († 1792)
- 23 dicembre - Ahmad Shah Bahadur, indiano († 1775)
- 25 dicembre - Esteban Salas y Castro, compositore e presbitero cubano († 1803)
- 27 dicembre - Johann Wilhelm Beyer, scultore e pittore tedesco († 1796)

## Senza giorno specificato(27)
- Luigi Michele Barberis, architetto italiano († 1798)
- François Barreau de Chefdeville, architetto francese († 1765)
- Giovanni Bottani, pittore italiano († 1804)
- Antonio Brioschi, compositore italiano († 1750)
- Paolo Canciani, teologo e giurista italiano († 1810)
- Domenico Fischietti, compositore italiano († 1810)
- Giovanni Battista Gervasio, compositore italiano († 1785)
- Karl Johann Pfefferkorn von Ottenbach, militare austriaco († 1809)
- Honoré Lacombe de Prezel, giurista francese († 1790)
- Antonio Landi, poeta, letterato e drammaturgo italiano († 1783)
- Tommaso Medin, avventuriero e traduttore italiano († 1787)
- Guillaume-Alexandre de Méhégan, scrittore e giornalista francese († 1766)
- Ivan Ivanovič Möller-Sakomelsky, generale russo († 1790)
- Nicola Peccheneda, pittore italiano († 1804)
- Manuel Pla, compositore, oboista e clavicembalista spagnolo († 1766)
- Antonio Ponz, pittore spagnolo († 1792)
- Antonino Puliatti, filologo, presbitero e letterato italiano
- Fernando Rivera y Moncada, militare e esploratore spagnolo († 1781)
- Giuseppe Rondinini, mecenate italiano († 1801)
- Vita d'Angelo Sanguinetti, banchiere, imprenditore e politico italiano († 1806)
- Stefano Storace, contrabbassista e compositore italiano († 1781)
- Marin Tourlonias, banchiere francese († 1785)
- Jakab Valero, religioso, insegnante e teologo ungherese († 1798)
- Alexander Ypsilantis, principe e politico ottomano († 1805)
- Giovanni Verardo Zeviani, medico italiano († 1808)
- Antonio Zirardini, giurista, storico e archeologo italiano († 1785)
- Abd Allah bin Muhammad bin Sa'ud Al Sa'ud, principe saudita († 1812)